# Гіоргі Кобуладзе
Гіо́ргі Кобула́дзе (груз. გიორგი ქობულაძე; нар. 26 лютого 1997) — грузинський та український футболіст, півзахисник «Інгульця-3».

## Життєпис
Гіоргі Кобуладзе народився 22 лютого 1997. На аматорському рівні виступав у чемпіонаті Київської області за команду «Локомотив-Джорджия». Завдяки вдалим виступам у клубі був запрошений до збірної Грузії U-19. У 2015 році перейшов до «Інгульця», але за основну команду не грав, а виступав за його на той час аматорський фарм-клуб «Інгулець-2». Із 2016 року виступає за інший аматорський фарм-клуб «Інгульця», команду «Інгулець-3».

## Титули і досягнення
- Володар Кубка Грузії (1):

«Гагра»: 2020